# In iure cessio
La in iure cessio indica in diritto romano una modalità di acquisto della proprietà a titolo derivativo, che poteva essere applicata in modo indistinto sia alle res mancipi sia alle res nec mancipi. La natura di tale modus trahendi era formalmente processuale.
Lo svolgimento del processo ricalcava la legis actio sacramento in rem, in cui le due parti (colui che trasferiva e colui che acquistava) fingevano di contestare la proprietà di una cosa determinata, oggetto di vendita; l'alienante ometteva di pronunziare la formula pronunziata dal prior vindicans (nella fattispecie, l'acquirente) e il processo si concludeva con una confessio in iure, al che il magistrato dava causa vinta all'acquirente, che acquistava così la proprietà sul bene.  
Importante applicazione della in iure cessio si ebbe nel campo della manomissione di schiavi, che nel caso specifico prende il nome di manumissio vindicta.